# 小佐々学
小佐々 学（こざさ まなぶ、本名: 小佐々 學、1940年 - ）は、日本の獣医師、獣医学博士、獣医学者、歴史研究者。天正遣欧少年使節「中浦ジュリアン」子孫。

## 経歴・業績
東京都渋谷区出身､東京大学大学院（獣医学専攻）修了後、米国、欧州、日本の動物用医薬品業界で研究開発・研究管理部門を担当。また、国立と私立の獣医大学で獣医史学を教授して獣医史学の教科書を執筆。日本獣医史学会理事長(2010 - 2020)として獣医史学教育の確立普及と学会の発展向上に寄与。天正遣欧少年使節「中浦ジュリアン」叔父の中浦城主小佐々兵部少輔純祐の十四代目直系子孫。
日本獣医史学会前理事長・顧問兼名誉会員、日仏獣医学会監事、日本獣医病理学専門家協会終身会員、中浦ジュリアン研究会代表、日本家系図学会常務理事､長崎崎県人クラブ理事､長崎県西海市観光大使､大村藩士小佐々氏会会長、日本ルネサンス音楽普及協会名誉会員､大村史談会名誉会員､イタリア国リミニ市名誉市民､スペイン国ムルシア市名誉市民。
獣医衛生学・公衆衛生学・獣医病理学・獣医微生物学や獣医寄生虫学に関する基礎獣医学分野の研究報告とともに、獣医学の歴史を研究する獣医史学分野の研究報告がある。その中には、乳牛の乳房炎乳の簡易検査法ならびに臨床獣医師による牛の乳房炎の確定診断法として広く普及しているCalifornia Mastitis Test（CMT）の有用性を確認・検証した日本での初報告例、鶏の消化管に寄生する毛体虫（毛細線虫：Capillaria）の日本国内の分布調査と同定に関する初報告例、養殖ミンクに多大な被害を与えていたアリューシャン病の日本での初報告例、動物腫瘍の病理学的研究に関する報告例などがある。また、動物用抗生物質の開発研究や、生菌剤（probiotics）の家畜への応用と実用化で世界的に活動して普及に貢献した。
これらの獣医学分野のみならず広範な歴史分野の研究業績があり、城郭史学分野の研究報告や、日欧交渉史上で有名な天正遣欧少年使節に関する研究報告があり、特に天正遣欧少年使節の一員である中浦ジュリアン研究の権威である。
2008年にローマ教皇により、中浦ジュリアン(幼名：小佐々甚吾)が福者に列福されたときに、ジュリアンの叔父である小佐々兵部少輔純祐(すみすけ)の直系子孫としてバチカンに招待された。中浦城主で小佐々氏第26代の小佐々純祐の家系は、小佐々氏一族ではジュリアンに最も近い家系である。同年10月1日にはサン・ピエトロ大聖堂正面上段の特別謁見席で、1585年にジュリアンがローマ教皇グレゴリウス13世とシクストゥス5世に謁見して以来423年ぶりに、ローマ教皇ベネディクト16世に謁見して直接手を取って祝福された。
また、中浦ジュリアンに関する研究成果や動物愛護史などの獣医史学に関する研究成果が、講演・投稿記事や新聞・雑誌の取材記事、テレビ番組やニュースなど各種のメディアに取り上げられた。これらの広範な分野における研究業績を称えて、各分野の有志の集まりである小佐々學博士顕彰会により、2022年5月に長崎県西海市西海町七釜港の隣接地(七釜郷字川後)に「小佐々學博士顕彰之碑」が「小佐々水軍顕彰之碑」に並んで建立された。